# 茯莱奥赫蛛
茯莱奥赫蛛（学名：Ocrisiona frenata）为跳蛛科奥赫蛛属的动物。在中国大陆，分布于香港等地。